# 3 Andromedae
3 Andromedae is een ster in het sterrenbeeld Andromeda. De ster heeft de typische oranje gloed van een type K reus.